# マゴメド・マゴメドフ (総合格闘家)
マゴメド・マゴメドフ（ロシア語: Магомед Магомедов, ラテン文字転写: Magomed Magomedov、1991年12月25日 - ）は、ロシアの総合格闘家。ダゲスタン共和国ハサヴユルト出身。ダグ・ファイター/ヒカルド・アルメイダ柔術所属。元ACBバンタム級王者。

## 来歴
13歳からダゲスタン国立の学術機関である全寮制の武術学校「パエストロン・スヴェタ」でトレーニングを開始し、17歳まで身を寄せた。2011年にプロ総合格闘技デビューした。

### ACB
2016年3月26日、ACB 32のACBバンタム級初代王座決定戦でピョートル・ヤンと対戦し、5R2-1の判定勝ちを収め、王座獲得に成功した。
2017年4月15日、ACB 57のACBバンタム級タイトルマッチでピョートル・ヤンと再戦し、5R0-3の判定負けを喫し、王座から陥落、キャリア初黒星となった。

### Bellator
2020年10月、Bellatorと複数試合契約を結んだ事が発表された。
2021年8月13日、Bellator 264でバンタム級ランキング4位のラウフェオン・ストッツと対戦し、0-3の判定負け。
2022年6月24日、Bellator 282のBellatorバンタム級ワールドグランプリ1回戦でバンタム級ランキング10位のエンリケ・バルソラと対戦し、4Rにギロチンチョークによる一本勝ちを収め、準決勝へ進出した。
2022年12月9日、Bellator 289のBellator バンタム級ワールドグランプリ準決勝でバンタム級ランキング2位のパトリック・ミックスと対戦し、ギロチンチョークで絞め落とされ2R一本負け。グランプリ準決勝敗退となった。
2023年7月30日、超RIZIN.2でバンタム級ランキング5位のダニー・サバテロと対戦し、1Rにギロチンチョークによる一本勝ちを収めた。

## 人物・エピソード
- 総合格闘家のザビット・マゴメドシャリポフとは武術学校時代の同僚で、現在もトレーニングや試合のセコンドを任せる間柄である[1]。

## 戦績
| 総合格闘技 戦績 | 総合格闘技 戦績 | 総合格闘技 戦績 | 総合格闘技 戦績 | 総合格闘技 戦績 | 総合格闘技 戦績 | 総合格闘技 戦績 |
| --------------- | --------------- | --------------- | --------------- | --------------- | --------------- | --------------- |
| 25 試合         | (T)KO           | 一本            | 判定            | その他          | 引き分け        | 無効試合        |
| 21 勝           | 4               | 10              | 7               | 0               | 0               | 0               |
| 4 敗            | 0               | 1               | 3               | 0               | 0               | 0               |

| 勝敗 | 対戦相手                           | 試合結果                       | 大会名                                                                                 | 開催年月日     |
|      | セルジオ・ペティス                 | 試合前                         | PFL Champions Series: Road to Dubai                                                    | 2025年10月3日  |
| ○    | サハラジョン・ハミドフ             | 5分3R終了 判定3-0              | PFL World Tournament 6: 2025 Semifinals 【2025年PFLバンタム級トーナメント補欠戦】      | 2025年6月20日  |
| ×    | パトリック・ミックス               | 5分5R終了 判定1-2              | Bellator Champions Series 2:Mix vs.Magomedov2 【Bellator世界バンタム級タイトルマッチ】 | 2024年5月17日  |
| ○    | ダニー・サバテロ                   | 1R 3:55 ギロチンチョーク       | 超RIZIN.2                                                                              | 2023年7月30日  |
| ×    | パトリック・ミックス               | 2R 2:39 ギロチンチョーク       | Bellator 289: Stots vs. Sabatello 【Bellatorバンタム級ワールドグランプリ準決勝】       | 2022年12月9日  |
| ○    | エンリケ・バルソラ                 | 4R 1:27 ギロチンチョーク       | Bellator 282: Mousasi vs. Eblen 【Bellatorバンタム級ワールドグランプリ1回戦】          | 2022年6月24日  |
| ×    | ラウフェオン・ストッツ             | 5分3R終了 判定0-3              | Bellator 264: Mousasi vs. Salter                                                       | 2021年8月13日  |
| ○    | CJ・ハミルトン                     | 2R 1:22 リアネイキッドチョーク | Bellator 255: Pitbull vs. Sanchez 2                                                    | 2021年4月2日   |
| ○    | マテウス・マトス                   | 5分3R終了 判定3-0              | Bellator 254: Macfarlane vs. Velasquez                                                 | 2020年12月10日 |
| ○    | ウォルター・ペレイラ・ジュニオール | 1R 4:41 ギロチンチョーク       | ACB 90: Moscow                                                                         | 2018年11月10日 |
| ○    | エドガース・スクリバース           | 5分3R終了 判定3-0              | ACB 83: Borisov vs. Kerimov                                                            | 2018年3月24日  |
| ○    | ディーン・ガーネット               | 1R 4:09 ギロチンチョーク       | ACB 67: Berkhamov vs Cooper                                                            | 2017年8月19日  |
| ×    | ピョートル・ヤン                   | 5分5R終了 判定0-3              | ACB 57: Yan vs Magomedov 【ACBバンタム級タイトルマッチ】                               | 2017年4月15日  |
| ○    | オレグ・ボリソフ                   | 4R 4:50 ギロチンチョーク       | ACB 50: Stormbringer 【ACBバンタム級タイトルマッチ】                                   | 2016年12月18日 |
| ○    | ピョートル・ヤン                   | 5分5R終了 判定2-1              | ACB 32: Battle of Lions 【ACBバンタム級王座決定戦】                                    | 2016年3月26日  |
| ○    | ブルーノ・ディアス                 | 5分3R終了 判定3-0              | ACB 24: Grand Prix Berkut 2015 Final                                                   | 2015年10月24日 |
| ○    | アルトゥール・カシェフ             | 1R 2:31 TKO（パンチ連打）      | ACB 18: Bayer vs. Kasumov                                                              | 2015年5月2日   |
| ○    | パータ・ロバキゼ                   | 5分3R終了 判定3-0              | M-1 Challenge 48                                                                       | 2014年5月24日  |
| ○    | ユーリ・マイア                     | 3R 2:13 TKO（パウンド）        | M-1 Challenge 44                                                                       | 2013年11月30日 |
| ○    | アントン・ワシリエフ               | 1R 2:25 裏十字固め             | M-1 Challenge 40                                                                       | 2013年6月8日   |
| ○    | ダミアン・スタシアク               | 5分3R終了 判定3-0              | M-1 Challenge 37                                                                       | 2013年2月27日  |
| ○    | ヤクブ・タンギエフ                 | 1R 2:35 KO（パンチ）           | ProFC 45                                                                               | 2012年12月15日 |
| ○    | クトマンベク・アシロフ             | 2R 2:35 TKO（パンチ連打）      | Pride Of Caucasus 2012                                                                 | 2012年9月23日  |
| ○    | アギル・ラギモフ                   | 2R 1:45 リアネイキッドチョーク | Ultimatum MMA 1                                                                        | 2012年3月26日  |
| ○    | ガルン・ディビロフ                 | 1R 2:25 アームバー             | Legion Fight 10                                                                        | 2012年3月10日  |
| ○    | イワン・プロコペンコ               | 1R 1:27 ギロチンチョーク       | M-1: International Club Grand Prix                                                     | 2011年4月2日   |

## 獲得タイトル
- 初代ACBバンタム級王座（2016年）